# R. Balasubramanian
R. Balasubramanian (Ramachandran Balasubramanian; * 15. März 1951 in Madras) ist ein indischer Mathematiker, der sich mit Zahlentheorie und Kombinatorik beschäftigt.
Balasubramanian studierte an der University of Madras, wo er 1970 seinen Bachelor-Abschluss und 1972 seinen Master-Abschluss machte. 1979 wurde er am Tata Institute of Fundamental Research in Bombay promoviert, dessen Fellow er seit 1978 war. 1983 wurde er dort Reader, 1985 Associate Professor und 1990 Professor. Seit 2000 ist er Direktor des Institute of Mathematical Sciences (IMS) in Chennai.
1986 bestimmte er mit Francois Dress, Jean-Marc Deshouillers g(4) zu 19 im Waring-Problem (die minimale Anzahl vierter Potenzen, um jede natürliche Zahl als Summe auszudrücken). Mit Kannan Soundararajan bewies er 1995 eine Vermutung von Ronald Graham aus der kombinatorischen Zahlentheorie.
Er ist Mitglied der Indian Academy of Sciences in Bangalore, der Indian National Academy of Science in New Delhi (deren Preis für junge Wissenschaftler er 1980 erhielt) und der The National Academy of Sciences in Allahabad. Er ist Präsident der Cryptological Society of India in Kolkata. 2010 hielt er einen Plenarvortrag auf dem Internationalen Mathematikerkongress in Hyderabad. 2003 erhielt er den französischen Ordre national du Mérite, 2006 erhielt er den Padma Shri und 1990 den Shanti-Swarup-Bhatnagar-Preis für Wissenschaft und Technologie. Er ist Fellow der American Mathematical Society.